# Ревизионный люк
Ревизионный люк — специальная дверца, приспособление для ревизии и скрытия инженерных коммуникаций (электрика, сантехника, вентиляция), проходящих под землёй или внутри помещения. Применяется в промышленных и бытовых условиях, обеспечивая беспрепятственный и быстрый доступ к коммуникационным системам для обслуживания или замены. Их также можно использовать для создания минибаров, сейфов и прочих тайников.
Конструкция люка представляет собой раму с крышкой или дверцей. Устанавливается в подземный колодец или технологический проём в полу, стене и потолке, соответствующий габаритным размерам изделия. Рама закрепляется при помощи цементной стяжки или винтовых крепежных соединений.

## История появления ревизионных люков
Первые люки появились в крупных городах в середине 19 века, где использовались для ревизии канализационных колодцев, находящихся в ведомстве муниципальных властей. Поскольку канализация и водопровод возникли гораздо раньше остальных коммуникаций, то и первенство принадлежит канализационным люкам. В начале 20 века США и Европа стали массово использовать электроэнергию для освещения улиц. Возникла необходимость в люках для ревизии электросетей, находящихся под открытым небом.
Форма и размер крышки ревизионного приспособления зависит от габаритов колодца. Сегодня мировые производители выпускают маленькие и большие люки различной конфигурации. В европейских странах применяют «ручные» люки размером 10х30 см, используя для обслуживания неглубоких колодцев с приборами учёта и запорной арматурой. Применяют люки овальной, многоугольной, прямоугольной и даже треугольной формы.
В России востребованными остаются круглые (канализационные), квадратные (сантехнические) и прямоугольные (напольные) люки. Объемные сборные модификации используют для ревизии насосных станций, трансформаторов и другого крупногабаритного оборудования.

## Канализационные люки
Для ревизии отопления, водопровода и канализации, находящихся под землёй, предназначены канализационные люки. Производятся в основном круглой формы, но для пешеходных дорожек из тротуарной плитки выпускаются квадратные и прямоугольные модели. В зависимости от используемого материала подразделяются на:
- пластиковые;
- полимерно-песчаные;
- чугунные.

Пластиковые и полимерно-песчаные люки применяют для тротуарных зон, парковых аллей и газонов, поскольку материал не выдерживает высоких нагрузок (до 1,5 т). Обладают низкой стоимостью по сравнению с чугунными аналогами, устойчивы к температурным перепадам (от −60˚ С до +60˚С) и износу. Срок службы пластиковых люков — до 50 лет, полимерно-песчаных — свыше 20 лет. Выпускаются разных цветов.
Чугунные ревизионные люки подразделяются на:
- магистральные — предназначены для скоростных магистралей, выдерживая нагрузку до 90 тонн;
- тяжелые — используют для дорог с менее интенсивным движением и нагрузкой до 40 тонн;
- средние — производят для жилых кварталов и прилегающих территорий;
- легкие — устанавливают на пешеходных дорожках и газонах с нагрузкой до 1,5 тонны.

Чугунные люки служат до 80 лет, устойчивы к высоким нагрузкам и перепадам температуры. Недостатки — высокая себестоимость и приличный вес, осложняющий транспортировку и монтаж.

## Ревизионные люки для помещений
Ревизионные люки бывают под плитку и под покраску.
Люки под плитку делятся на нажимные и фронтально-распашные.
Нажимные люки открываются и закрывается нажатием, что обеспечивается применением пассивных механических магнитных замков, приходящих в два разных состояния:
- открыто, при котором магнит практически не касается металлической подложки, при этом дверца выступает, так что её легко открыть;
- закрыто, при котором обеспечивается полное прилегание магнита и металлической подложки и нахождение дверцы на одном уровне с другими элементами стены, пола или потолка.

Фронтально-распашные ревизионные люки под плитку открываются с помощью ручки с присоской.
Нажимные люки имеют плюс в том, что не нужно использовать для их открытия дополнительных элементов. Но они также имеют несколько минусов: при случайном нажатии люк откроется; если попадет твердый предмет, который будет препятствовать нажатию на створку, — ревизионный люк будет открыть проблематично.
Для производственных и бытовых помещений используют ревизионные люки:
- напольные — предназначены для ревизии коммуникаций, проложенных под полом;
- настенные — устанавливают на стены и перегородки из различных материалов, скрывая сантехническую, канализационную, отопительную и водопроводную системы;
- потолочные — используют для доступа к электрической разводке, вентиляционному и вытяжному оборудованию.

### Напольные люки
Устанавливаются в монтажный проём в полу, соответствующий размеру ревизионного изделия. Для производства используют алюминиевый или стальной профиль, реже нержавеющую сталь и латунь, стоимость которых гораздо выше. Выдерживают высокую нагрузку, обеспечивая безопасное нахождение людей и перемещение компактной техники по установленной конструкции.
В зависимости от способа открывания напольные люки подразделяются:
- распашные на петлях — открываются с помощью стальной петли, встроенной в конструкцию. Фиксация крышки в открытом положении происходит механическими упорами;
- с газовыми амортизаторами — подъём крупногабаритной крышки с тяжелым отделочным материалом облегчают газовые пружины;
- со съемной крышкой — делятся на два вида:

1. Технические люки — конструкция состоит из прочного основания и рифленой съемной крышки из алюминиевого листа с усиленными ребрами жесткости;
2. Заполняемые люки — съемная крышка заполняется облегчённой цементной стяжкой для последующей облицовки напольным покрытием.

### Применение напольных люков
Технические модификации используют для установки в автопарках, производственных цехах, складских и торговых павильонах. Люки с заполняемой крышкой необходимы в фармакологической и пищевой отраслях индустрии, где к санитарно-гигиеническим нормам предъявляют высокие требования. Устанавливают в торгово-развлекательных центрах и учебно-оздоровительных учреждениях, везде, где есть необходимость в ревизии скрытых коммуникаций.
Люки с газовыми пружинами нашли широкое применение в бытовых условиях, применяясь, как крышки погреба или подвала. С их помощью скрывают вход в котельное или бытовое помещение, находящиеся в цокольном этаже дома.

## Настенные люки
Устанавливаются на стены из тяжелого строительного материала (кирпича, бетона или блоков) и легкие перегородки (гипсокартонные или деревянные). Различаются по назначению:
- скрытого — предназначены для облицовки отделочными материалами в тон основному покрытию стен;
- открытого — не требуют дополнительной отделки после установки. К этой категории относятся сантехнические люки из металла и пластика. Металлические модели имеют заводское антикоррозийное покрытие, которое при необходимости перекрашивается в другой цвет.

В зависимости от материала, используемого для чистовой отделки, скрытые люки подразделяются на:
- люки под покраску — после установки покрываются легкими материалами (краской, декоративной штукатуркой, самоклеящейся плёнкой или обоями);
- люки под плитку — предназначены для облицовки кафельной плиткой. Возможно использования других отделочных материалов (керамогранита, ламината, натурального мрамора или камня).

Модели под плитку и покраску выпускаются с различным способом открывания дверцы, поэтому разделяются на:
- фронтально-распашные — при нажатии на дверцу со стороны магнитно-нажимного замка, она медленно выходит вперед и распахивается на 180˚, полностью открывая ревизионный проём;
- сдвижные — за счёт конструкционной особенности петли, дверца выдвигается и смещается в сторону без углового разворота. Принцип работы напоминает обычный шкаф-купе;
- съемные — оснащаются съемной дверцей со страховочным тросиком и карабином для безопасной эксплуатации.

## Применение настенных люков
Сантехнические люки используют для доступа к скрытым жилищно-коммунальным приборам учёта, водопроводной и отопительной разводке. Относятся к бюджетной версии ревизионной продукции, поэтому широко применяются застройщиками жилых комплексов, учебных и медицинских учреждений.
Плиточные люки устанавливают в ванных комнатах, санузлах и кухнях, где для декора используют кафельную или керамогранитную плитку. Применяются для скрытия насосов и электрооборудования в помещениях с повышенным уровнем влажности (бассейнах, саунах, автомойках, аквапарках), так как оснащены герметичным уплотнителем и влагостойким наполнителем дверцы.

## Потолочные люки
Некоторые производители выпускают люки под покраску, предназначенные для установки на стену и подвесной потолок. Скрывают электрическую разводку, вентиляционные короба и вытяжное оборудование. Устанавливаются в готовый технологический проём, выполненный из монтажного алюминиевого профиля.
С изобретением натяжных потолков, популярных среди владельцев квартир, частных домов и загородных коттеджей, появилась необходимость и в люках для них. Только недавно производители ревизионной продукции разработали модели для натяжного потолка. Каркас изготавливают из алюминиевого профиля, крепящегося к основному потолку. Дверца — тот же профиль, на который натягивается плёнка. Крепление дверцы к карку происходит при помощи зацепов. Фиксацию люка на потолке обеспечивают магнитные защелки.